# Kośi (strefa)
Kośi (nep. कोशी) – jedna ze stref w regionie Purwańćal, w Nepalu. Stolicą tej strefy jest miasto Dharan, ale największym miastem jest Biratnagar.
Kośi dzieli się na 6 dystryktów:
- Dystrykt Bhojpur (Bhojpur),
- Dystrykt Dhankuta (Dhankuta),
- Dystrykt Morang (Biratnagar),
- Dystrykt Sankhuwasabha (Khandbari),
- Dystrykt Sunsari (Inaruwa),
- Dystrykt Terhathum (Manglung).